# 8907 Takaji
A 8907 Takaji (ideiglenes jelöléssel 1995 WM5) a Naprendszer kisbolygóövében található aszteroida. Kobajasi Takao fedezte fel 1995. november 24-én.